# David Gilman (Sportler)
David Gilman (* 6. Dezember 1954 in Roswell, New Mexico) ist ein ehemaliger US-amerikanischer Kanute und Rennrodler.
Gilman trat in zwei verschiedenen Sportarten bei Olympischen Spielen an. Im Kanurennsport wurde Gilman 1976 nationaler Meister im K1 und 1979 im K2. Bereits 1976 konnte er sich für die Olympischen Sommerspiele in Montreal qualifizieren. Im K1 über 1000 Meter erreichte er das Halbfinale und wurde dort Fünfter in seinem Lauf. Der Rodelsport wurde Gilman von Bonny Warner näher gebracht, so dass 1984 beide an den Olympischen Winterspielen in Sarajevo teilnahmen. Gilman belegte dort den 17. Platz. Im gleichen Jahr trat er auch bei den Olympischen Sommerspielen in Los Angeles im Kanu an. Im K4 erreichte er mit seinen Teamkollegen Norman Bellingham, Dan Schnurrenberger und Chris Spelius den Hoffnungslauf. Ihren beendeten sie auf dem vierten Rang.
Gilman schloss 1977 die University of California, Los Angeles mit einem Diplom in Kinesiologie ab. Er trat der Armee bei und diente als Hauptmann.
Seine Schwester Marietta Gilman war ebenfalls im Kanusport aktiv.